# Bureau à distance
Ne doit pas être confondu avec Remote Desktop Protocol.

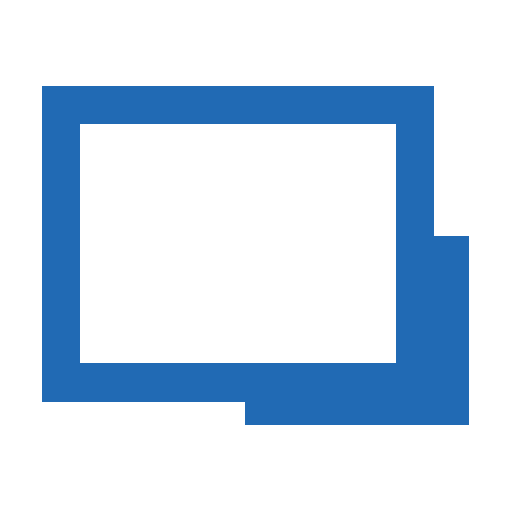
Logo Remote Desktop Manager.

Un bureau à distance (en anglais Remote Desktop) est une application informatique de contrôle à distance permettant d'accéder à l'interface graphique d'un ordinateur physiquement éloigné via un autre ordinateur local.

## Principe
Le principe technologique consiste à permettre à un utilisateur lambda utilisant un ordinateur connecté à Internet de prendre le contrôle d'un autre ordinateur connecté à Internet en visualisant l'écran de celui-ci et en manipulant les fonctions correspondant au clavier et à la souris.
L'utilisateur lambda se retrouve donc dans le rôle de l'utilisateur de l'ordinateur distant, sans être physiquement devant celui-ci.

## Usages
Le bureau à distance peut être utilisé à des fins diverses et variées, par exemple :
- téléassistance ;
- diagnostic (matériel) ;
- télémaintenance ;
- téléadministration ;
- ou toute opération susceptible d'éviter le déplacement coûteux et contraignant d'un opérateur sur un site informatique géographiquement éloigné.

## Fonctionnement
Le bureau à distance a principalement vu le jour avec l'amélioration des connexions Internet et l'apparition du haut-débit dans les foyers.
Son fonctionnement est technologiquement complexe mais aujourd'hui arrive à un niveau de maturité notamment grâce aux solutions d'éditeurs robustes, sécurisées et fiables :
- l'utilisateur et le technicien se connectent à Internet ;
- une petite application s'exécute, chiffre (chiffrement cryptographique grâce au TLS, ex SSL Secure Sockets Layer par exemple) et transmet une image du bureau de l'utilisateur vers le technicien ;
- le technicien voit alors exactement l'écran de l'utilisateur ;
- à chaque opération (clic, ouverture de programme, etc.) d'un côté ou de l'autre, l'image se met à jour.